# Melanolestes morio
Melanolestes morio är en insektsart som först beskrevs av Wilhelm Ferdinand Erichson 1848.  Melanolestes morio ingår i släktet Melanolestes och familjen rovskinnbaggar. Inga underarter finns listade i Catalogue of Life.